# Nataša Mirković
Nataša Mirković-De Ro (* 26. August 1972 in Zenica) ist eine bosnische Sängerin (Sopran) und Schauspielerin.

## Leben und Wirken
Mirković wuchs in Sarajevo auf, wo sie durch ihren Vater mit der Folklore des Balkan vertraut wurde. Mit sechs Jahren begann sie mit Klavierunterricht, hatte aber wenig Glück mit ihrer Klavierlehrerin, so dass sie die Ausbildung mit acht Jahren stoppte. In der Mittelschule begann sie eine Gesangsausbildung; nebenbei arbeitete sie als Hörfunkmoderatorin und war Mitglied des „Collegium Artisticum“ mit einem breit gefächerten Repertoire angefangen bei Renaissancemusik über bosnische Volkslieder bis hin zu zeitgenössischem Jazz. Daneben war sie als Studiomusikerin  im Jazz-, Pop- und Rockmusikbereich tätig. Seit 1991 studierte sie Musikwissenschaft in Sarajevo. Das Studium musste sie aufgrund des Bosnienkriegs unterbrechen. 1992 und 1993 lebte sie in Deutschland, bevor sie ab 1994 zunächst ihr musikwissenschaftliches Studium in Graz fortsetzte und dann eine Ausbildung zur klassischen Sängerin an der Universität für Musik und darstellende Kunst Graz absolvierte.
1996 debütierte Mirković als Juliet in Sergei Dreznins Musical Romeo & Juliet in Sarajevo. Sie hatte Engagements an der Kammeroper Graz, dem Opernhaus Graz und der Volksoper Wien. Mit dem Drehleierspieler Matthias Loibner führte sie Schuberts Winterreise auf. Weiterhin war sie Mitglied der Balkanjazz-Formation Jazzwa, des Jazztrios Extra Virgine mit der Sängerin Agnes Heginger und der Perkussionistin Ingrid Oberkanins und eines Kinderprojekts mit dem Tubisten Jon Sass. Zudem arbeitet sie mit Johannes Berauer im Bereich Alte Musik und mit dem Sandy Lopicic Orkestar. Der Filmkomponist Gabriel Yared war daran interessiert, dass sie seinen Titelsong zu Angelina Jolies Kriegsdrama In the Land of Blood and Honey interpretierte sowie musikalisch im Film The Promise – Die Erinnerung bleibt (The Promise, 2016) von Terry George mitwirkte. André Heller holte sie 2017 für sein Manifest gegen die Xenophobie („Erkennt die unsichtbare Schnur, die alle mit allen verbindet“) ins Wiener Burgtheater.
Mirković unterrichtet überall in Europa ihre eigene Gesangsmethode der universellen Stimmführung, die sie auch in einem Lehrbuch vorstellte.
Im Oktober 2019 wurde sie für fünf Jahre zur Universitätsprofessorin für Gesang am Institut für Popularmusik der Universität für Musik und darstellende Kunst Wien berufen.

## Diskographische Hinweise
- Gypsy's Lullaby (mit Ernst M. Binder und Matthias Loibner; Extraplatte 2004)
- Kassandra – Laments of the Balkans (mit Ernst M. Binder und dramagraz; Extraplatte 2004)
- Ajvar & Sterz (Duo-Projekt mit Matthias Loibner, Efimeras 2006)
- Liacht/Svjetlo (Aniada A Noar; Extraplatte 2009)
- Matthias Loibner, Nataša Mirković-De Ro Winterreise (Raumklang 2010)
- Nataša Mirković/Nenad Vasilić soul*motion(Bayla Records 2011)
- Gabriel Yared In the Land of Blood and Honey (Original Motion Picture Soundtrack 2011)
- Nataša Mirković, Michel Godard, Jarrod Cagwin: En el amor (Carpe Diem Records 2017; Bestenliste 4/2017 zum Preis der deutschen Schallplattenkritik)